# Przemysława
Przemysława – żeński odpowiednik imienia Przemysław – formy staropolskiego imienia Przemysł, utworzonej, kiedy świadomość jego pochodzenia zatarła się i błędnie zostało ono uznane za imię kończące się członem -sław (zamiast -mysł). W źródłach poświadczone w XII wieku (1155–1156).
W innych językach:
- łacina – Premislava[1]
- węgierski – Premiszláva[5].

Przemysława pozostaje imieniem rzadko występującym w Polsce. W styczniu 2024 w rejestrze PESEL były 104 kobiety o imieniu Przemysława nadanym jako imię pierwsze oraz 145 kobiet noszących imię Przemysława jako imię drugie.
Przemysława obchodzi imieniny: 13 kwietnia.